# Лепідоліт
Лепідоліт (рос. лепидолит; англ. lepidolite; нім. Lepidolith m) — мінерал класу силікатів, підкласу шаруватих силікатів (групи слюди), літіїста слюда шаруватої будови.

## Загальний опис
Хімічна формула:
1. За Є. Лазаренком: KLi1,5Al1,5[(F, OH)2AlSi3O10].
2. За К.Фреєм: K(Li, Al)2(Si, Al)4O10(F, OH)2.
Містить (%): K2O — 4,18; Li2O — 3,59; Al2O3 — 33,61; F — 3,4; H2O — 4,24; SiO2 — 49,06. Вміст LiO2 коливається від 3,1 до 6,0 %.
Домішки: Fe (до 10 %), Mn (до 3,5 %), Mg (до 2 %), Rb (до 4,5 %), Cs (до 1,5 %).
Сингонія моноклінна.
Густина 2,8-2,9.
Твердість 2,5-4,0.
Колір білий, рожевий, фіолетовий.
Блиск перламутровий.
Утворює пластинчаті, лускаті, іноді щільні дрібнозернисті агрегати; ясні, різних відтінків. Руда літію.
Зустрічається в пегматитах, у ґрейзенах і високотемпературних гідротермальних жилах разом з польовим шпатом, кварцом, мусковітом, сподуменом, топазом, ельбаїтом, амблігонітом, цинвальдитом.
Родовища лепідоліту відомі в Казахстані, Забайкаллі, в Моравії, Рудних горах (Чехія), на острові Утьо (Швеція), в штаті Мен (США), Південної Родезії, Намібії.
Лепідоліт — важливе потенційне джерело літію, попутно — рубідію і цезію. Рідкісний. Використовується в оптичній, скляній і керамічній промисловості. Основні методи збагачення і переробки — флотація і гідрометалургія.
Від грецького «лепіс» — луска, пластинка і «літос» — камінь (M.N.Klaproth, 1792).

## Різновиди
Розрізняють:
- лепідоліт 1М (найпоширеніша політипна модифікація лепідоліту з одним пакетом в елементарній комірці);
- лепідоліт 2М2 (політипна модифікація лепідоліту з двома пакетами в елементарній комірці, які повернуті один відносно другого на 30°);
- лепідоліт 2О (ромбічна рідкісна політипна модифікація лепідоліту, яка характеризується двошаровою елементарною коміркою);
- лепідоліт 3Т (тригональна політипна модифікація лепідоліту, яка характеризується тришаровою елементарною коміркою);
- лепідоліт рубідіїстий (різновид лепідоліту, який містить до 3 % Rb).